# Birgitz
Birgitz ist eine Gemeinde mit 1511 Einwohnern (Stand 1. Jänner 2024) im Bezirk Innsbruck-Land in Tirol (Österreich). Die Gemeinde liegt im Gerichtsbezirk Innsbruck.

## Geografie
Das Gemeindegebiet befindet sich zwischen Axams und Götzens. Der Hauptort Birgitz liegt auf einer Mittelgebirgsterrasse etwa zehn Kilometer südwestlich von Innsbruck, am Fuße der Kalkkögel mit der 2404 m hohen Saile (Nockspitze). Auch die Kristenhöfe jenseits des Axamer Baches und das Gebiet entlang des Bergwegs zur Birgitzer Alm gehören zur Gemeinde.
Die Gemeinde hat eine Fläche von 4,78 Quadratkilometer. Davon ist ein Viertel landwirtschaftliche Nutzfläche, knapp über sechzig Prozent sind bewaldet und 4 Prozent sind Almen.

### Nachbargemeinden
|       | Kematen in Tirol                            | Völs    |
|       | Kompassrose, die auf Nachbargemeinden zeigt |         |
| Axams |                                             | Götzens |

## Geschichte
Auf der bewaldeten Anhöhe „Hohe Birga“ befand sich im 1. Jahrhundert vor Christus eine rätische Siedlung von etwa 30–50 Personen. Während der Eroberung Tirols durch die Römer im ausgehenden 1. Jahrhundert nach Christus wurde diese Siedlung durch einen Brand zerstört.
Erst im Mittelalter wurde das Gebiet neu besiedelt. Die erste urkundliche Erwähnung als „Purgitz“ war im Jahr 1286. Es liegt ein vorrömisches *burguciu (‚hoch gelegene Örtlichkeit‘) zugrunde, was sich ursprünglich nur auf die Hohe Birga bezog. Bereits 1313 ist Birgitz als selbständige Steuer- und Flurgemeinde innerhalb des Gerichtes Axams belegt. Das Stift Frauenchiemsee besaß um 1400 neun Höfe im heutigen Gemeindegebiet. Auch das Prämonstratenserkloster Wilten war in Mittelalter und Früher Neuzeit in Birgitz begütert.
Im 17. Jahrhundert wurde der Ort mehrfach von der Pest heimgesucht. Die Axamer erlaubten aus Angst vor der Ansteckung nicht, dass die Birgitzer dort in die Kirche kamen und ihre Toten begruben. Aus dieser Zeit stammt die erste Kirche in Birgitz. Die Pest, zusammen mit mehreren Muren und Hochwassern, veranlasste die Bevölkerung der Gemeinde im Jahre 1727 zu einem bis heute gehaltenen Gelöbnis, keine Fasnacht zu feiern.
Eine selbständige politische Gemeinde ist Birgitz seit 1811.
Die in den 1960ern begonnene Verbauung von Freiflächen hat zu einem geographischen Zusammenwachsen mit der östlichen Gemeinde Götzens geführt. Seitdem kommt der Gemeinde eine wachsende Bedeutung als Wohngemeinde für Pendler im Einzugsbereich von Innsbruck zu.

### Bevölkerungsentwicklung
EinwohnerJahr03006009001200150018001860189019201950198020102040EinwohnerEinwohnerentwicklung von Birgitz

## Kultur und Sehenswürdigkeiten

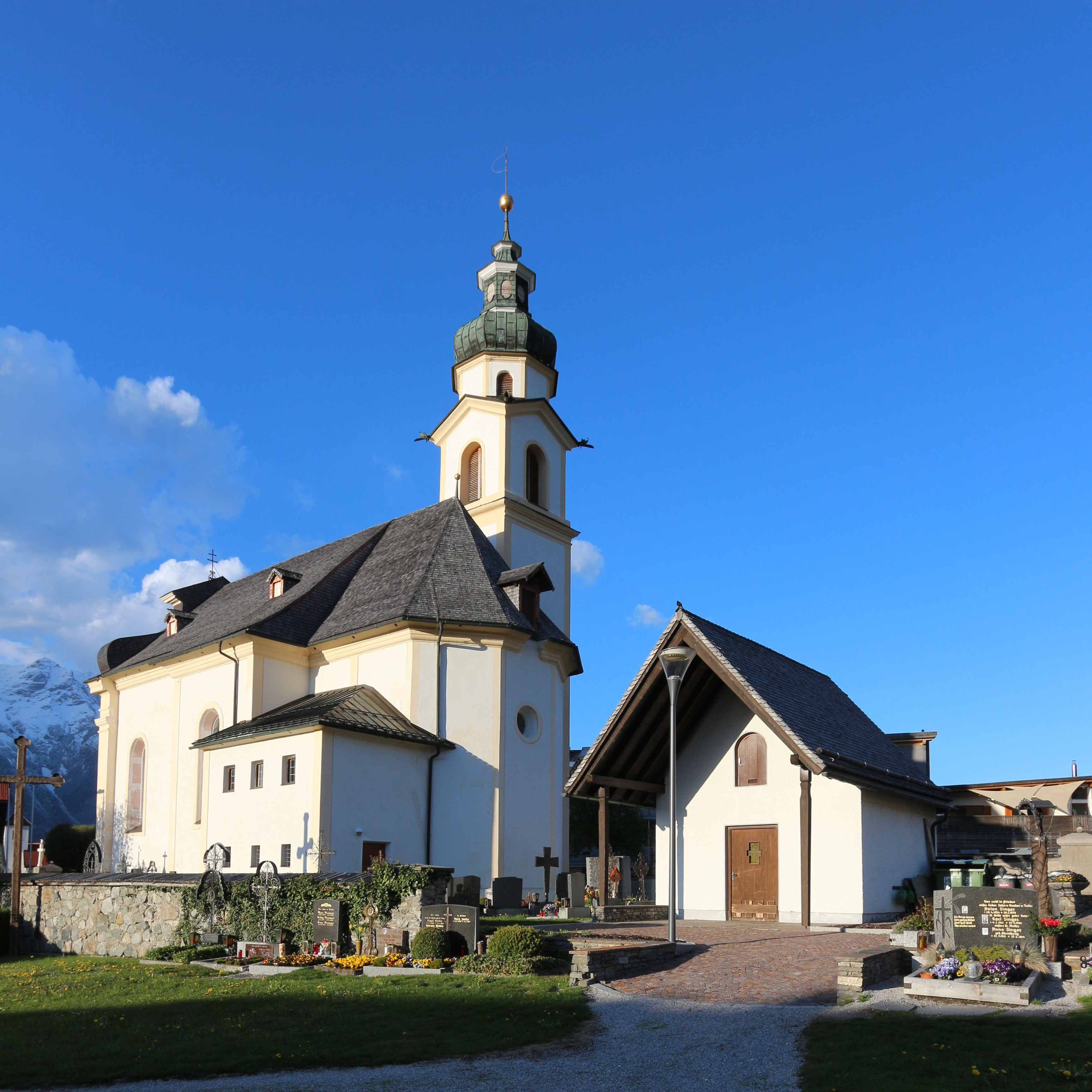
Pfarrkirche Birgitz
- Archäologinnen und Archäologen der Universität Innsbruck untersuchen die Ausgrabungsstätte Hohe Birga. Im Video erklärt Florian Müller den Forschungsstand

- Katholische Pfarrkirche Birgitz Mariä Heimsuchung: Die Kirche wurde 1727/1728 an Stelle einer kleineren Vorgängerkirche von Baumeister Gallus Gratl im Rokokostil erbaut. Die Altäre stammen ebenfalls aus dieser Zeit. 1970 wurden die Kirche restauriert, der Friedhof erweitert und eine Totenkapelle gebaut. Im Jahre 2008 folgte eine Innenrenovierung des Kirchengebäudes.[5]
- Rätermuseum: Das Museum befasst sich mit der Ausgrabungsstätte Hohe Birga.[6]

## Wirtschaft und Infrastruktur

### Wirtschaftssektoren
Von den 24 landwirtschaftlichen Betrieben des Jahres 2010 wurden 6 im Haupt-, 15 im Nebenerwerb, 1 von einer Personengemeinschaft und 2 von juristischen Personen geführt. Diese zwei bewirtschafteten beinahe zwei Drittel der Flächen. Im Produktionssektor arbeiteten 20 Erwerbstätige in der Bauwirtschaft und 5 im Bereich Herstellung von Waren. Die wichtigsten Arbeitgeber des Dienstleistungssektors waren die Bereiche Handel (62), soziale und öffentliche Dienste (43), freiberufliche Dienstleistungen (28) und Beherbergung und Gastronomie (22 Mitarbeiter).
| Wirtschaftssektor            | Anzahl Betriebe | Anzahl Betriebe | Erwerbstätige | Erwerbstätige |
| Wirtschaftssektor            | 2011            | 2001            | 2011          | 2001          |
| ---------------------------- | --------------- | --------------- | ------------- | ------------- |
| Land- und Forstwirtschaft 1) | 24              | 24              | 15            | 11            |
| Produktion                   | 6               | 8               | 25            | 50            |
| Dienstleistung               | 75              | 54              | 166           | 133           |

1) Betriebe mit Fläche in den Jahren 2010 und 1999

### Arbeitsmarkt, Pendeln
Im Jahr 2011 lebten 688 Erwerbstätige in Birgitz. Davon arbeiteten 98 in der Gemeinde, 85 Prozent pendelten aus.

## Politik
Die letzten Gemeinderats- und Bürgermeisterwahlen fanden 2022 statt. Seit 2016 ist Markus Haid mit der Unabhängigen Liste Birgitz Bürgermeister und löste den seit 2004 amtierenden Bürgermeister Luis Oberdanner ab.
Die Gemeinde ist Mitglied im Klimabündnis Tirol.

### Wappen
Der Gemeinde wurde 1972 folgendes Wappen verliehen: Schild von Silber und Grün schräg links stufengeteilt im grünen Feld eine silberne Fibel.
Die grünen Stufen im Wappen symbolisieren das Riesenstiege genannte Terrassengelände in der Gemeinde Birgitz. Die keltische Fibel weist auf die umfangreichen vorchristlichen Siedlungsfunde im Gemeindegebiet hin.

## Persönlichkeiten
- Gregor Fritz (1693–1774), Barockbildhauer
- Emil Strohal (1844–1914), Rechtsgelehrter
- Heinrich Kühn (1866–1944), Fotograf
- Ernst Reyer (* 1947), Maler
- Harald Haller (* 1975), Drehbuchautor
- Manuel Fettner (* 1985), Skispringer
- Elias Medwed (* 2002), Skispringer